# Kasper Nielsen (skuespiller)
 Der er flere personer med dette navn, se Kasper Nielsen (flertydig).
Kasper Nielsen (født 7. april 1978 i Over Jerstal, Sønderjylland) er en dansk skuespiller og komiker, der har sine rødder i improvisationsteater.
Kasper Nielsen spiller hovedrollen som den neurotiske radiodirektør Klavs Bundgaard i den satiriske podcast Undskyld vi roder fra 2021.
Kasper spiller Allan Dinesen i serien Guru fra 2021 med Simon Kvamm og Brian Lykke i hovedrollerne. 
Han medvirkede i 2013 i den 8. og 9. sæson af tv-programmet Live fra Bremen. Sidenhen har han lavet radio på Radio24Syv. Bl.a. “Københavnermodellen”, “Livets Vand” og “Klovnen fra Lampedusa”. I 2017 spillede han Go Aften Danmarks fiktive chauffør, Tue, der i små sketches fragtede TV2 programmets kendte gæster til studiet.
Han var i 2008 med til at danne improkomikgruppen Specialklassen, som han var medlem af frem til 2014.